# Tipula (Yamatotipula) pierrei
Tipula (Yamatotipula) pierrei is een tweevleugelige uit de familie langpootmuggen (Tipulidae). De soort komt voor in het Palearctisch gebied.

## Kenmerken
De vleugellengte is 12-18 mm. De Vleugeltekening is vrij vrij bruin en niet contrastrijk. De middenstreep op achterlijf is bijna helemaal oranje, zonder of met zeer weinig grijs. Het middelste deel
tergiet 9 is breed tweetoppig. Het 13e antennelid is bijna even lang als het 12e antennelid.